# Eleccions generals espanyoles de 1871
Les eleccions generals espanyoles de 1871 foren convocades el 8 de març de 1871 sota sufragi universal masculí. Foren les primeres eleccions convocades durant el breu regnat d'Amadeu I d'Espanya, un cop s'havia aprovat la Constitució Espanyola de 1869, a instància de Francisco Serrano Domínguez, successor polític de Joan Prim i Prats.
Per tal d'aprofitar la divisió existent entre els partidaris de l'antic règim (carlins, monàrquics isabelins, liberals partidaris de Narvàez), es van presentar plegats el Partit Progressista de Manuel Ruiz Zorrilla, la Unió Liberal de Francisco Serrano i el Partit Democràtic de Nicolás María Rivero, encapçalats per Serrano.
L'oposició era formada pels federalistes republicans de Pi i Margall, els carlins (que optaren aquest cop per presentar-se a les eleccions), i el Partit Moderat d'Alejandro Mon. En total foren escollits 391 diputats, endemés dels 11 de Puerto Rico i 18 de Cuba. Fou nomenat president del Congrés dels Diputats el progressista Salustiano de Olózaga Almandoz, que fou substituït el 6 d'octubre per Práxedes Mateo Sagasta. El president del Senat fou Francisco Santa Cruz.
El govern de Serrano va durar fins al 24 de juliol, quan fou substituït per Ruiz Zorrilla, qui el 5 d'octubre fou substituït per José Malcampo, i aquest el 12 de desembre per Práxedes Mateo Sagasta, qui davant la situació política inestable convocarà eleccions per l'abril de 1872.

## Composició de la cambra

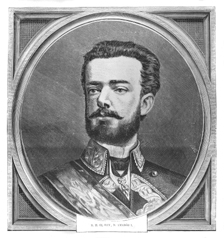
El rei Amadeu I

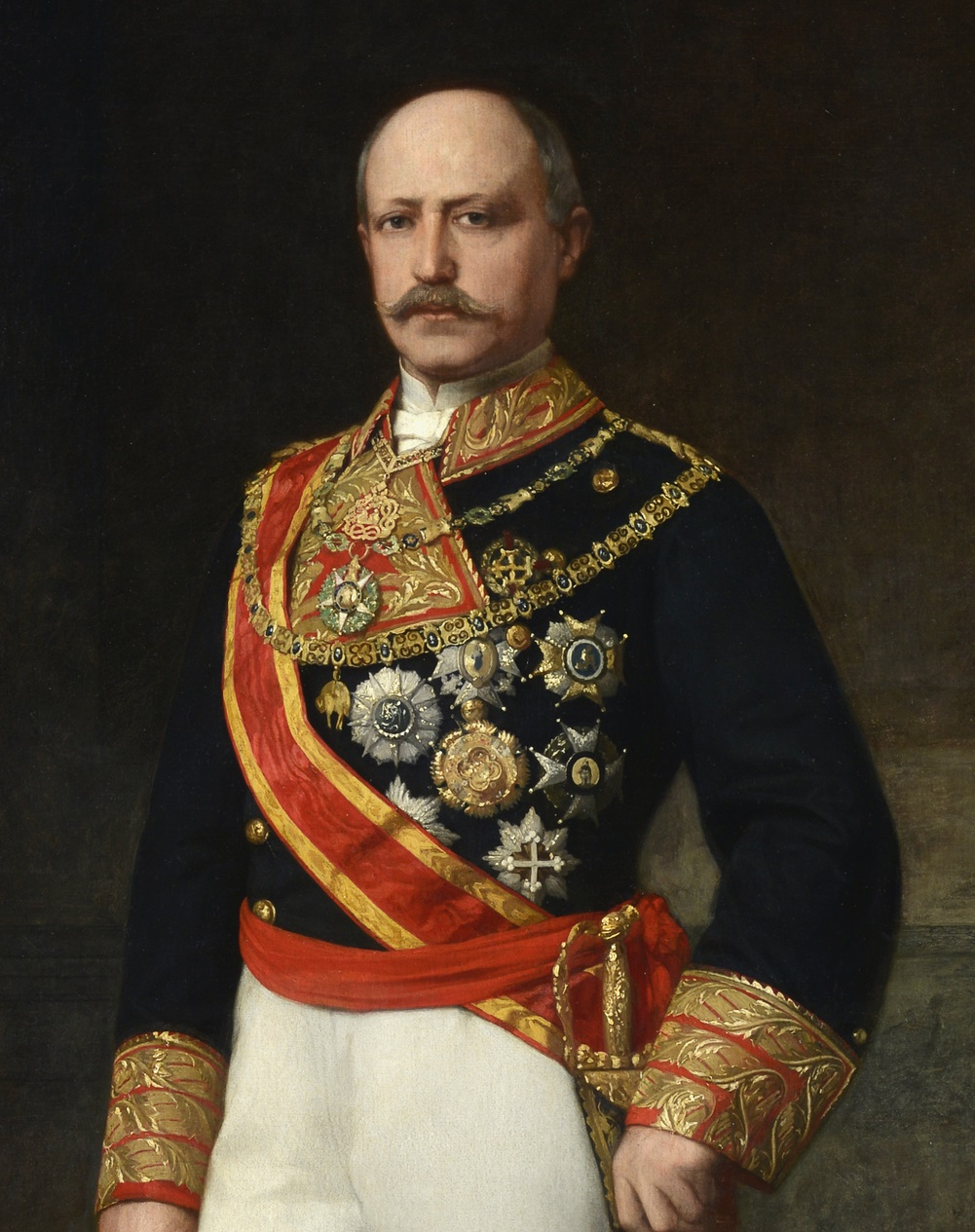
El general Francisco Serrano

| ← Eleccions generals espanyoles, 8 de març de 1871 →                                   |        |                                       |
| Partit                                                                                 | Escons | Líder                                 |
| Coalició progressista-liberal - Partit Progressista - Unió Liberal - Partit Democràtic | 235    | Francisco Serrano Domínguez           |
| Partit Republicà Democràtic Federal                                                    | 52     | Francesc Pi i Margall                 |
| Comunió Catòlico-Monàrquica                                                            | 51     | Cándido Nocedal                       |
| Partit Moderat                                                                         | 18     | Alejandro Mon y Menéndez              |
| conservadors                                                                           | 9      | Antonio Cánovas del Castillo          |
| Montpensieristes                                                                       | 9      | Antoni d'Orleans (duc de Montpensier) |
| No establerts                                                                          | 19     |                                       |

## Resultats per circumscripcions

### Catalunya
- Barcelona
  - Víctor Balaguer i Cirera (Partit Progressista)
  - Antoni Castell de Pons (Partit Progressista)
  - Pere Collaso i Gil (Partit Progressista)
  - Joaquim Escuder (Partit Republicà Democràtic Federal)
  - Antoni Ferratges de Mesa i Ballester (Partit Progressista)
  - Josep Ferrer i Vidal
  - Estanislau Figueras i de Moragas (Partit Republicà Democràtic Federal)
  - Adolf Joarizti i Lasarte (Partit Republicà Democràtic Federal)
  - Rafael de Llançà i Esquivel
  - Lluís Maria de Llauder i de Dalmases (Comunió Catòlico-Monàrquica)
  - Baldomer Lostau i Prats (Partit Republicà Democràtic Federal)
  - Josep Maluquer i de Tirrell (Partit Progressista)
  - Pacià Masadas i Teixidó
  - Eusebi Pascual i Casas (Partit Republicà Democràtic Federal)
  - Francesc Pi i Margall (Partit Republicà Democràtic Federal)
  - Blas Pierrad Alcedar (Partit Republicà Democràtic Federal)
  - Rafael Serrano i Magriñà
  - Francesc Soler i Matas
  - Ramon Vinader (Comunió Catòlico-Monàrquica)
- Girona
  - Joan Fabra i Floreta (Partit Progressista)
  - Domènec de Miquel i de Bassols (Comunió Catòlico-Monàrquica)
  - José María Orense (Partit Republicà Democràtic Federal)
  - Emili Sicars i de Palau (Comunió Catòlico-Monàrquica)
  - Luis de Trelles y Noguerol (Comunió Catòlico-Monàrquica)
  - Joan Tutau i Vergés (Partit Republicà Democràtic Federal)
  - Antoni Vicens i Pujol (Partit Republicà Democràtic Federal)
  - Joan Vidal de Llobatera i Iglesias (Comunió Catòlico-Monàrquica)
- Lleida
  - Joan Civit d'Alvareda
  - Josep Ignasi Dalmau i de Baquer (Comunió Catòlico-Monàrquica)
  - Francesc Gassol i Jové
  - Jaume Nuet i Minguell (Partit Progressista)
  - Romualdo Palacio
  - Joaquín María de Sulla
  - Josep Teixidó i Jové
  - Joan Vidal i Carlà (Comunió Catòlico-Monàrquica)
- Tarragona
  - Buenaventura Abarzuza Ferrer (Partit Republicà Democràtic Federal)
  - Manuel Bes i Hediger (Partit Republicà Democràtic Federal)
  - Ignasi Carbó i Ortega
  - Narcís Castellví i de Vilallonga (Comunió Catòlico-Monàrquica)
  - Frederic Gomis i Mestre (Partit Progressista)
  - Joaquim Pinyol i Navàs (Partit Progressista)
  - Francesc Rispa i Perpinyà (Partit Republicà Democràtic Federal)
  - Maties de Vall i Llaberia (Comunió Catòlico-Monàrquica)

### Illes Balears
- Antoni Palau de Mesa (liberal)
- Rafael Prieto i Caules (Partit Progressista)
- Josep Quint Zaforteza i Togores (Comunió Catòlico-Monàrquica)
- Adolf Roten
- Jordi de San Simón i Montaner (Comunió Catòlico-Monàrquica)
- Manuel Sureda i de Boxadors (Comunió Catòlico-Monàrquica)
- Guillem Verd i Reura (Comunió Catòlico-Monàrquica)

### País Valencià
- Alacant
  - José Abascal Carredano (Partit Progressista)
  - José Luis Albareda y Sezde (Unió Liberal)
  - José Amat y Sempere (Unió Liberal)
  - Roque Barcia Martí (Partit Republicà Democràtic Federal)
  - Tomás Capdepón Martínez (Unió Liberal)
  - Buenaventura Carbó y Aloy
  - Gregorio Cruzada Villaamil (Unió Liberal)
  - Lorenzo Fernández Muñoz
  - José Poveda Escribano (Partit Progressista)
  - Antonio del Ribero Cidraque (Unió Liberal)
  - Luis Santonja y Crespo (Unió Liberal)
- Castelló
  - Francisco Bañón Algarra
  - Joaquín Bañón Algarra
  - José Canga Argüelles y Villalba
  - Francisco González Chermá (Partit Republicà Democràtic Federal)
  - Juan Domingo Ocón Aizpiolea (Partit Republicà Democràtic Federal)
  - José Royo Salvador (Comunió Catòlico-Monàrquica)
  - Facundo de los Ríos Portilla (Partit Democràtic)
- València
  - Vicente Bru Martínez
  - Juan Francisco Camacho de Alcorta (Unió Liberal)
  - Emilio Castelar Ripoll (Partit Republicà Democràtic Federal)
  - José Dolz Presencia
  - Pascual Fandos Fandos (Partit Progressista)
  - José Antonio Guerrero Ludeña (Partit Republicà Democràtic Federal)
  - Diego Musoles de Arremendía (Comunió Catòlico-Monàrquica)
  - José Pérez Guillén (Partit Republicà Democràtic Federal)
  - Josep Peris i Valero (Partit Progressista)
  - Lino Alberto Reig Fourquet (Partit Progressista)
  - Gil Roger Dubal (Partit Progressista)
  - José Ros y Escoto (Partit Progressista)
  - Trinitario Ruiz Capdepón (Partit Progressista)
  - Josep Soriano i Plasent (Partit Progressista)
  - Leopoldo Sequera y Pérez de Lema
  - Josep Cristòfol Sorní i Grau (Partit Republicà Democràtic Federal)